# 境界確定の訴え
境界確定の訴え（けいかいかくていのうったえ）とは、隣接する土地の筆界の位置に争いがある場合に、判決により筆界を確定することを求めて訴訟を起こすことで、「境界確定訴訟」ともいう。

## 概要
公法上の土地の単位である筆同士の境界である筆界を画定する訴訟であるため、通常の訴訟とは異なる特色がある。
なお、私法上の土地の所有権の境界である所有権界を確定する所有権確認訴訟とは異なるものである。
通説では、境界画定の訴えは、形式的形成訴訟の一種であるとされる。すなわち、「訴え」（訴訟）ではあっても、非訟事件に類似したものとされる。なぜならば、形成の基準となる実体法規が存在しないため、裁判所が要件事実を認定し、これに法規を適用するという法的判断がなしえず、合目的的な判断によって裁判をするからである。そのため、境界画定の訴えには、
- 処分権主義が制限される - 原告は請求の趣旨に単に「境界線の画定を求める」旨の記載をすれば足り、特定の境界線の存在を主張しなくともよい。
- 弁論主義が排除される - 裁判所は、当事者が主張しない事実を判決の基礎とすることができる。裁判所には、当事者が主張する境界線に対する自白の拘束力（民事訴訟法179条）がない（裁判所は、当事者の主張にかかわらず自由に境界線を画定しうる。）。また、上訴審における不利益変更禁止の原則（民訴法296条1項、304条）が適用されない。
- 証明責任法理が排除される - 裁判所は、たとえ境界線が不明であっても、証明責任により請求棄却することができない。

という特質がある。
なお、境界画定の訴えの当事者適格は、隣接する土地の所有者に認められる。
平成18年1月により簡易な行政手続によるものとして筆界特定制度が導入され、司法手続による境界確定の訴えと併置されることになった。